# Platynina
Sous-tribu
Synonymes
- Agelaeina Jakobson, 1907
- Agonidae Kirby, 1837
- Agonumidae Kirby, 1837
- Anchomenii Bonelli, 1810
- Atranini Horn, 1881
- Colpodidae Chaudoir, 1872
- Colpodidas Chaudoir, 1872
- Platynii Bonelli, 1810
- Prosphodrini J. M. Valentine, 1987
- Sericodiadae Kirby, 1837

Les Platynina sont une sous-tribu d'insectes coléoptères de la famille des Carabidae, de la sous-famille des Platyninae et de la tribu des Platynini.

## Genres
Achaetocephala - 
Aepsera - 
Agelaea - 
Agonidium - 
Agonobembix - 
Agonops - 
Agonoriascus - 
Agonorites - 
Agonum - 
Altagonum - 
Anchomenus - 
Andrewesius - 
Aparupa - 
Archagonum - 
Archicolpodes - 
Arhytinus - 
Atranus - 
Austroglyptolenus - 
Beckeria - 
Blackburnia - 
Bothrocolpodes - 
Bruskespar - 
Bruskmoal - 
Bryanites - 
Callidagonum - 
Cardiomera - 
Catacolpodes - 
Cerabilia - 
Chaetagonum - 
Chaetosaurus - 
Collagonum - 
Colpodes - 
Colpoides - 
Colpomimus - 
Colposphodrus - 
Ctenognathus - 
Cymenopterus - 
Cyphocoleus - 
Cyrtopilus - 
Dalatagonum - 
Deliaesianum - 
Deltocolpodes - 
Dendragonum - 
Diacanthostylus - 
Dicranoncus - 
Dinocolpodes - 
Dirotus - 
Dolichocolpodes - 
Dolichodes - 
Dyscolus - 
Elliptoleus - 
Epicolpodes - 
Euleptus - 
Euplynes - 
Feroniascus - 
Fortagonum - 
Galiciotyphlotes - 
Gastragonum - 
Glyptolenoides - 
Glyptolenus - 
Habragonum - 
Hannaphota - 
Haplocolpodes - 
Haplopeza - 
Helluocolpodes - 
Hemiplatynus - 
Henvelik - 
Herculagonum - 
Hikosanoagonum - 
Idiagonum - 
Idiastes - 
Idiocolpodes - 
Incagonum - 
Iridagonum - 
Ischnagonum - 
Ja - 
Jocqueius - 
Jujiroa - 
Kalchdigor - 
Kar - 
Kaszabellus - 
Klapperichella - 
Kuceraianum - 
Laevagonum - 
Lassalleianum - 
Lepcha - 
Leptagonum - 
Leptocolpodes - 
Letouzeya - 
Liagonum - 
Liamegalonychus - 
Liocolpodes - 
Lithagonum - 
Lobocolpodes - 
Lorostema - 
Loxocrepis - 
Lucicolpodes - 
Maculagonum - 
Megalonychus - 
Meleagros - 
Mesocolpodes - 
Metacolpodes - 
Mexisphodrus - 
Montagonum - 
Morimotoidius - 
Nebriagonum - 
Negreum - 
Neobatenus - 
Neocolpodes - 
Neodendragonum - 
Neomegalonychus - 
Nesiocolpodes - 
Nipponagonum - 
Notagonum - 
Notocolpodes - 
Notoplatynus - 
Olisthopus - 
Onotokiba - 
Onycholabis - 
Onypterygia - 
Orophicus - 
Orthotrichus - 
Oxygonium - 
Oxypselaphus - 
Pachybatenus - 
Pachyferonia - 
Paracolpodes - 
Paraliagonum - 
Paramegalonychus - 
Paranchodemus - 
Paranchus - 
Paridiagonum - 
Pawgammm - 
Platyagonum - 
Platynus - 
Plaumannium - 
Plicagonum - 
Ponapagonum - 
Potamagonum - 
Promecoptera - 
Promegalonychus - 
Prophenorites - 
Prosphodrus - 
Protocolpodes - 
Pseudanchomenus - 
Pseudobatenus - 
Pseudomegalonychus - 
Rhadine - 
Rupa - 
Sericoda - 
Sinocolpodes - 
Skoeda - 
Skorlagad - 
Skouedhirraad - 
Sophroferonia - 
Speagonum - 
Speocolpodes - 
Speokokosia - 
Stenocheila - 
Stenocnemus - 
Straneoa - 
Syletor - 
Takasagoagonum - 
Tanystoma - 
Tarsagonum - 
Tetraleucus - 
Tostkar - 
Trogloagonum - 
Violagonum - 
Vitagonum - 
Vulcanophilus - 
Xestagonum - 
Yukihikous